# Hormuzd Rassam
Hormuzd Rassam, in arabo هرمز رسام‎?; in siriaco ܗܪܡܙܕ ܪܣܐܡ; (Mosul, 1826 – Hove, 16 settembre 1910), è stato un assiriologo e archeologo iracheno naturalizzato britannico.
Hormuzd Rassam è noto per aver fatto una serie di importanti scoperte archeologiche dal 1877 al 1882, comprese le tavolette d'argilla che contenevano l'Epopea di Gilgameš, una delle più antiche opere letterarie dell'umanità.
È spesso considerato il primo archeologo del Medio oriente attivo nell'Impero ottomano. Più tardi emigrò nel Regno unito dove prese la cittadinanza britannica, andando ad abitare a Brighton. Svolse attività di diplomatico per il governo britannico, collaborando a liberare i missionari britannici che erano stati fatti prigionieri in Etiopia.

## Biografia

### Gioventù
Hormuzd Rassam era di etnia assira ed era nato a Mosul in Giazira (ora il nord dell'Iraq), allora parte dell'Impero ottomano. Il padre era un membro della Chiesa cattolica caldea e suo nonno, Anton Rassam, da Mosul, era arcidiacono nella stessa chiesa. La madre Theresa era figlia di Isaak Halabee da Aleppo, anche questa una città dell'Impero ottomano. Il fratello di Hormuzd era vice-console britannico a Mosul, ed è tramite lui che ottenne i primi lavori con Layard.

### Prima carriera da archeologo
A 20 anni, nel 1846, Rassam fu assunto dall'archeologo britannico Austen Henry Layard come pagatore a Nimrud, un antico sito assiro di scavi nelle vicinanza. Layard, che si trovava a Mosul durante la sua prima spedizione (1845-1847), rimase colpito dal laborioso Rassam e lo prese sotto la sua ala protettrice; sarebbero rimasti amici per tutta la vita. Layard offrì a Rassam l'opportunità di recarsi in Inghilterra e studiare al Magdalen College a Oxford. Rassam rimase lì per 18 mesi prima di accompagnare Layard nella sua seconda spedizione in Iraq (1849–51).
Layard abbandonò l'archeologia per iniziare una carriera politica. Rassam continuò il lavoro sul campo (1852–54) a Nimrud e Ninive, dove fece una serie di scoperte importanti e indipendenti. Questi includevano le tavolette d'argilla che in seguito sarebbero state decifrate da George Smith come Epopea di Gilgameš, il più antico poema narrativo scritto al mondo. La descrizione nelle tavolette di un mito del diluvio scritta 1000 anni prima della prima registrazione della storia biblica di Noè, causò all'epoca molti dibattiti sulla narrazione biblica della storia antica.

### Carriera diplomatica
Rassam tornò in Inghilterra. Grazie all'aiuto di Layard, iniziò una nuova carriera governativa con un incarico presso il consolato britannico ad Aden, salendo rapidamente alla carica di primo residente politico e facilitando una serie di accordi tra la comunità locale britannica e i leader locali che in precedenza erano ostile.
Nel 1866 scoppiò una crisi internazionale in Etiopia quando missionari britannici furono presi in ostaggio dall'imperatore Teodoro II.
Il governo decise di inviare Rassam come ambasciatore con un messaggio della Regina Vittoria nella speranza di risolvere pacificamente la situazione. Dopo essere stato trattenuto per circa un anno a Massaua, Rassam ricevette finalmente il permesso dall'Imperatore di entrare nel suo regno.
A causa delle ribellioni in Provincia del Tigrè, Rassam fu costretto a seguire un percorso tortuoso che lo portava a Kassala, poi a Metemma lungo la sponda occidentale del lago Tana prima di incontrare finalmente Imperatore Teodoro nel Gojjam settentrionale.
All'inizio il suo sforzo sembrò promettente, poiché l'Imperatore lo stabilì a Qorata, un villaggio sulle rive sud-orientali del Lago Tana, e gli inviò numerosi doni. L'imperatore inviò al suo accampamento il console britannico Charles Duncan Cameron, il missionario Henry Aaron Stern e gli altri ostaggi.

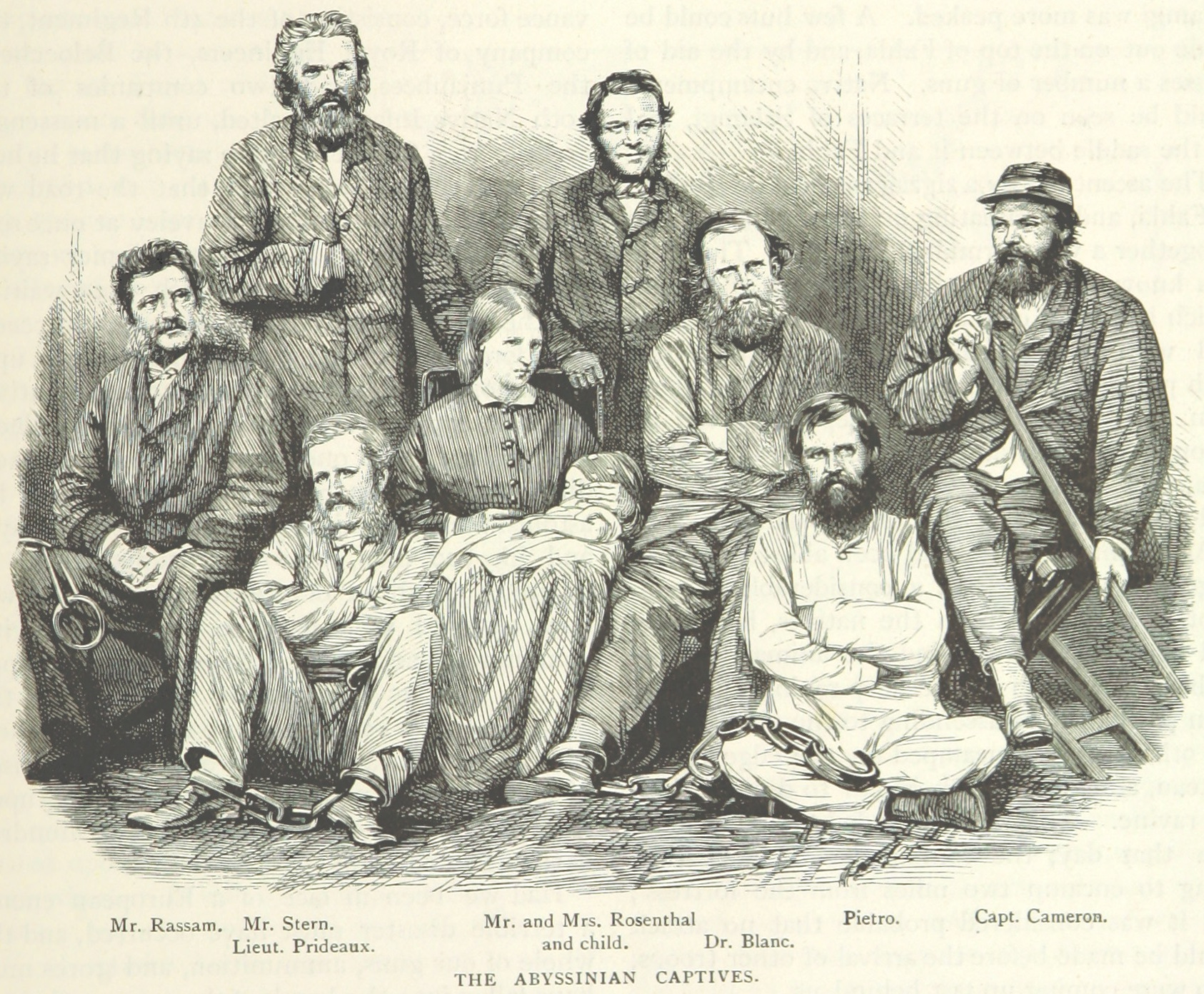
Rassam (all'estrema sinistra) con gli altri prigionieri di Teodoro II

Tuttavia, in questo periodo Charles Tilstone Beke, arrivò a Massaua recando delle lettere inviate dalle famiglie degli ostaggi a Teodoro che chiedevano il loro rilascio. Per lo meno le azioni di Beke hanno solo insospettito Teodoro. Rassam, scrivendo nelle sue memorie dell'incidente, è più diretto: "Faccio datare il cambiamento nella condotta del Re nei miei confronti e le disgrazie che alla fine colpirono i membri della Missione e i vecchi prigionieri, da questo giorno". Il monarca cambiò improvvisamente idea e fece prigioniero anche Rassam.
Gli ostaggi britannici furono trattenuti per due anni fino a quando le truppe inglesi e indiane sotto Robert Napier con la spedizione britannica in Abissinia del 1868 risolsero la situazione di stallo sconfiggendo il signore della guerra e il suo esercito.
La reputazione di Rassam fu danneggiata nei resoconti dei giornali perché fu ingiustamente descritto come inefficace nei rapporti con l'imperatore. Ciò rifletteva i pregiudizi vittoriani dell'epoca contro gli "orientali". Tuttavia, Rassam aveva sostenitori, sia sulla stampa che soprattutto nel governo tra i ministri sia liberali che conservatori.
Nel 1869, il London Quarterly Review recensì positivamente il libro di memorie di Rassam sulla crisi abissina, riconoscendo i tioli di Rassam per la missione e difese le sue azioni in circostanze difficili:
La regina Vittoria gli regalò una borsa di £ 5.000 per i servizi resi come suo inviato durante la crisi.
Rassam riprese il suo lavoro archeologico, ma negli anni successivi svolse altri compiti per il governo britannico. Durante la guerra russo-turca del 1877-1878, intraprese una missione di inchiesta per riferire sulla condizione delle comunità cristiane armene e greche in Anatolia e Armenia.

### Successiva attività archeologica

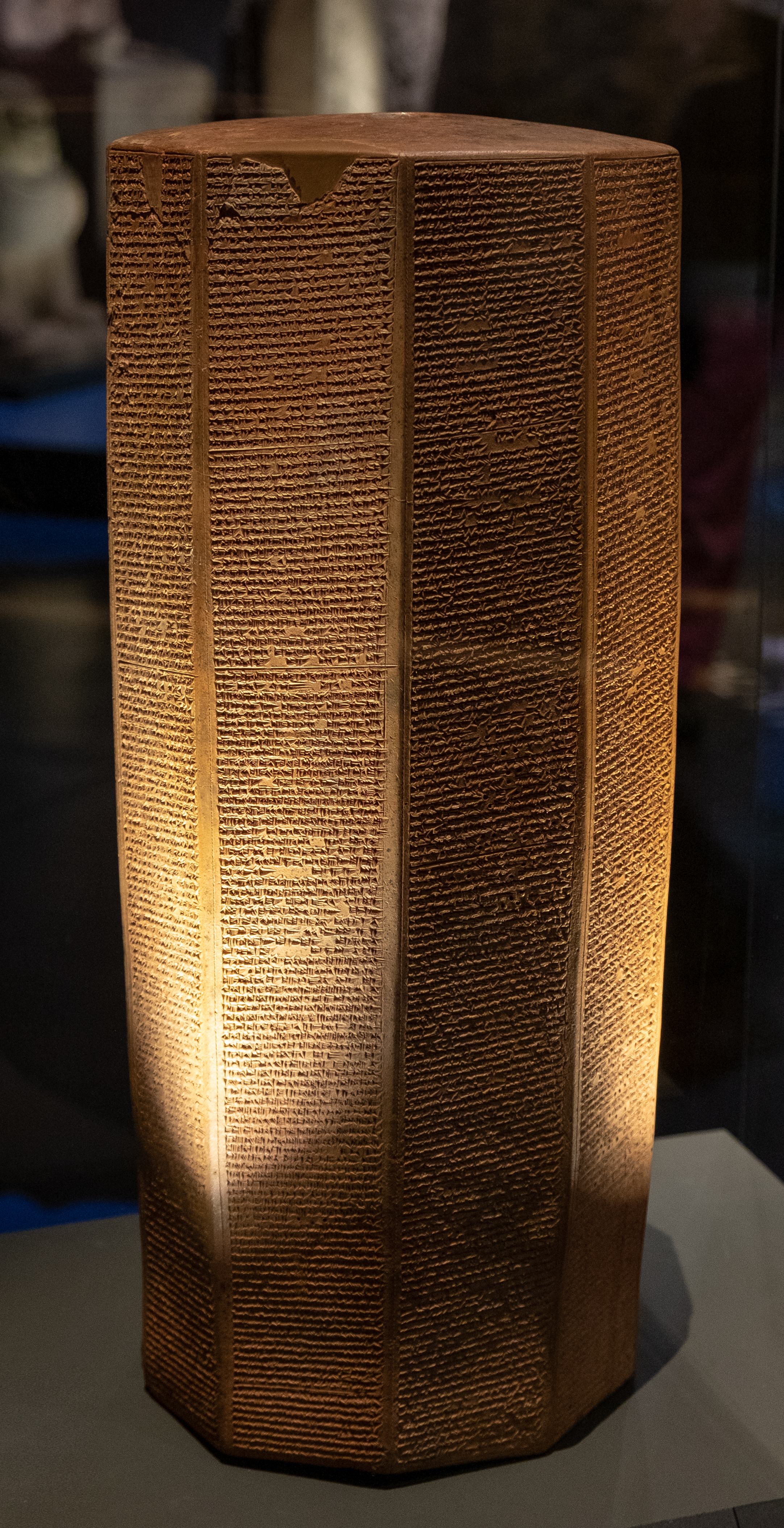
Il cilindro Rassam di Assurbanipal prende il nome dal suo scopritore, Hormuzd Rassam. È un prisma a 10 lati e la più completa delle cronache di Assurbanipal. Ninive, 643 a.C. British Museum.

Dal 1877 al 1882, mentre intraprendeva quattro spedizioni per conto del British Museum, Rassam fece alcune importanti scoperte. Numerosi reperti di rilievo furono portati al Museo, grazie a un accordo stipulato con il sultano ottomano dal vecchio collega di Rassam, Austen Henry Layard, ora ambasciatore a Costantinopoli, che consentì a Rassam di tornare e continuare i loro precedenti scavi e di "imballare e spedire in Inghilterra qualsiasi antichità [ha] trovato ... purché, tuttavia, non ci fossero duplicati." Un rappresentante del Sultano fu incaricato di essere presente allo scavo per esaminare gli oggetti man mano che venivano scoperti.
In Assiria i suoi ritrovamenti principali furono il tempio di Assurnasirpal II a Nimrud (Calah), il cilindro di Assurbanipal a Ninive e due delle uniche e importanti strisce di bronzo delle porte di Balawat. Identificò i famosi giardini pensili di Babilonia con il tumulo noto come Babil. Scavò un palazzo di Nabucodonosor II a Borsippa.
Nel marzo 1879 presso il sito dell'Esagila a Babilonia, Rassam trovò il Cilindro di Ciro, la famosa dichiarazione di Ciro il Grande emessa nel 539 a.C. per commemorare la conquista achemenide della Babilonide.
A Abu Habba nel 1881, Rassam scoprì il tempio del sole a Sippar. Lì trovò un cilindro di Nabonedo e la tavoletta di pietra di Nabu-apla-iddina di Babilonia con il suo bassorilievo rituale e l'iscrizione. Oltre a queste scoprì circa 50.000 tavolette d'argilla contenenti i resoconti del tempio.
Dopo il 1882, Rassam visse per lo più a Brighton. Scrisse sulle ricerche del mondo assiro-babilonese, sugli antichi popoli cristiani del Vicino Oriente e sulle controversie religiose in Inghilterra.

### Fama come archeologo
Le scoperte di Rassam attirarono l'attenzione di tutto il mondo. La Reale accademia delle scienze di Torino gli conferì il Premio Bressa di 12.000 lire per il quadriennio 1879-1882. Fu nominato socio della Royal Geographical Society, della Society of Biblical Archaeology e del Victoria Institute.
Sir Henry Creswicke Rawlinson, il "Padre dell'Assiriologia", era un linguista, una figura chiave nella decifrazione della scrittura cuneiforme, ed era anche uno degli amministratori del British Museum al tempo dei successivi scavi di Rassam. Era stato console britannico a Baghdad al tempo degli scavi originali di Rassam a Ninive, ed era stato incaricato degli scavi britannici nel 1853. Rawlinson affermò che avrebbe dovuto ricevere lui stesso il merito della scoperta del palazzo di Assurbanipal. Rassam, scrisse, era solo uno "scavatore" che aveva supervisionato il lavoro. In difesa di Rassam, Layard scrisse che era "uno dei compagni più onesti e schietti che abbia mai conosciuto, e uno i cui servizi non sono mai stati riconosciuti".
Rassam riteneva che il merito di alcune di sue altre scoperte fosse stato preso dal personale senior del British Museum. Nel 1893 Rassam citò il custode del British Museum Ernest Alfred Wallis Budge nei tribunali britannici sia per calunnia che per diffamazione. Budge aveva scritto che Rassam aveva usato "i suoi parenti" per contrabbandare antichità da Ninive e aveva inviato solo "spazzatura" al British Museum. L'anziano Rassam era sconvolto da queste accuse. Quando citò Budge in tribunale, ricevette scuse parziali che un tribunale successivo considerò "poco gentili" (ungentlemanly). Rassam fu pienamente sostenuto dai tribunali. Evidenza archeologiche successive trovate in relazione a manufatti come le porte di Balawat a Dur Šarrukin confermano il racconto di Rassam della disputa.
Alla fine della sua vita, la reputazione e i risultati di Rassam ricevevano ancora una volta un maggiore riconoscimento, almeno tra i suoi colleghi professionisti; nel loro necrologio per Rassam, la Royal Geographical Society scrisse: "La morte del signor Hormuzd Rassam ... priva la Royal Geographical Society di uno dei suoi membri più anziani e illustri ..."
Tuttavia, un resoconto moderno dell'archeologia afferma che Layard a lasciare Rassam a capo dei suoi scavi quando se ne andò nel 1851 "non fu forse la scelta più saggia, dal momento che Rassam continuò, anche nel 1880, un vasto e sostanzialmente non registrato saccheggio simultaneo di un grande numero di siti non solo in Assiria ma anche in Babilonia, in un momento in cui altri scavatori cominciavano ad agire in modo più responsabile.

## Vita privata
Rassam si sposò con Anne Eliza Price, una cittadina inglese. La coppia ebbe sette figli. La figlia maggiore, Theresa Rassam, nata nel 1871, divenne una cantante che si esibì con la D'Oyly Carte Opera Company. Morto l'8 settembre del 1910 a Hove, fu sepolto nel locale cimitero. Diversi effetti personali legati alla sua carriera, comprese le catene che aveva indossato in cattività in Etiopia, furono donate allo Hove Museum, e sono state esposte fino agli anni 1950, secondo i ricordi del suo pronipote, Cornelius Cavendish.  Altri oggetti in possesso del museo relativi a Rassam furono a quel tempo richiesti per le collezioni del British Museum.
La coppia ebbe anche un'altra figlia, Annie Ferida Rassam, nata nel 1878. Il 10 settembre 1914 lei partorì in segreto, al settimo mese di gravidanza, alla clinica Vercingétorix, nel 14mo arrondissement di Parigi, una bambina che fu chiamata Jeanne Ferida Rassam. Il padre presunto di Jeanne Ferida Rassam era Sir John Arnold Wallinger, delegato dei servizi segreti. Jeanne Ferida Rassam fu adottata da una coppia francese, Monsieur e Madame André Courthial. Annie Ferida Rassam tornò a Brighton pochi mesi dopo.

## Pubblicazioni
- The British Mission to Theodore, King of Abyssinia (1869)
- The Garden of Eden and Biblical Sages (1895)
- Asshur and the Land of Nimrod (1897)
- Biblical Nationalities, Past and Present, article in Transactions of the Society of Biblical Archaeology, Vol.3, 8, pp. 358–385